# Mara Tekach
Mara Tekach, miembro de carrera del Servicio Exterior Sénior (rango del Consejero del Ministro), es la Encargada de Negocios en la embajada de Estados Unidos en Cuba.

## Educación
Tekach obtuvo un Bachelor de Ciencias Económicas en la Escuela de negocios Wharton, en Pensilvania, un Máster de Artes en Asuntos Internacionales de la Escuela de Asuntos Públicos e Internacionales, Universidad de Columbia y un Doctor en Educación en la Teachers College, Universidad de Columbia.

## Carrera
Tekach fue voluntaria de las Fuerzas de Paz en Niamey, Níger antes de unirse al Servicio Exterior. Inmediatamente antes de su puesto en Cuba, ella sirvió como Subsecretaria Adjunta de Diplomacia Pública para la Oficina de Asuntos del Hemisferio Occidental del Departamento de Estado. Otros puestos incluyen Subsecretaria para Intercambios Profesionales y Culturales de la Oficina de Asuntos Educacionales y Culturales del Departamento de Estado y Vicedirectora de Comunicaciones en la Misión Diplomática de Estados Unidos en Nueva York.
El 20 de noviembre de 2019, Tekach fue acusada de trabajar estrechamente con el activista cubano José Daniel Ferrer. El gobierno cubano considera que el propósito de la misión estadounidense en Cuba es promover “relaciones bilaterales pacíficas”, pero en vez de esto, “la embajada y particularmente la encargada de negocios se han enfocado en meses recientes en el propósito fallido de reclutar mercenarios, promoviendo división y confusión entre nuestro pueblo, identificando las áreas de la economía contra las cuales dirigir medidas coercitivas, e intentando difamar y desacreditar la labor del gobierno cubano y la Revolución”. La declaración continúa: “en abierta instigación a la violencia”.
La semana antes, la embajada subió un video en Twitter mostrando a Tekach con Nelva Ismarays Ortega, quien es pareja de Ferrer y líder de la Unión Patriótica de Cuba (UNPACU), considerada como la organización opositora más activa del país. Tekach y Ortega pidieron la liberación de Ferrer. El Secretario de Estado estadounidense, Mike Pompeo condenó las acusaciones declarando que Estados Unidos continuarían denunciando el trato de activistas de derechos humanos en Cuba y afirmó que era un intento de distracción del tratamiento dado a Ferrer.